# 平阳乡
平阳乡，是中华人民共和国贵州省黔东南苗族侗族自治州榕江县下辖的一个乡镇级行政单位。

## 行政区划
平阳乡下辖以下地区：
街上村、伍社村、丹江村、领培村、归备村、列辰村、俾友村、硐里村和塘啥村。